# ミムズ
ミムズ（Mims, 1981年3月22日 - ）とは、アメリカ合衆国のラッパーである。ニューヨーク州マンハッタンの出身で、本名はショーン・ミムズ。

## 来歴
2006年に発表したシングル「This is Why I’m Hot」が、2007年3月に全米1位まで上昇する大ヒットを記録。全米でダブルプラチナムに認定された。また、この曲を収めたデビューアルバム『M.I.M.S. (Music Is My Savior)』が直後にリリースされ、全米 Billboard 200 にて初登場4位を記録。2009年4月7日には、2ndアルバム『Guilt』もリリースされている。

## ディスコグラフィー
- M.I.M.S. (Music Is My Savior) (2007)
- Guilt (2009)